# Inne Brzmienia
Inne Brzmienia – festiwal muzyczny odbywający się w Lublinie od 2008 roku. Od 2014 roku wydarzenie organizowane jest przez Warsztaty Kultury w Lublinie, jako lubelska odsłona festiwalu Wschód Kultury. Line-up wydarzenia skupia muzykę na pograniczu różnych gatunków, tradycji i wpływów kulturowych. Poza programem muzycznym na festiwal składają się wystawy, pokazy filmowe, spotkania, prezentacje wytwórni płytowych, dyskusje, warsztaty i moduł zajęć praktycznych przeznaczonych dla dzieci. Podczas festiwalu działa również księgarnia i czytelnia wydawnictw z Polski i Krajów Partnerstwa Wschodniego.

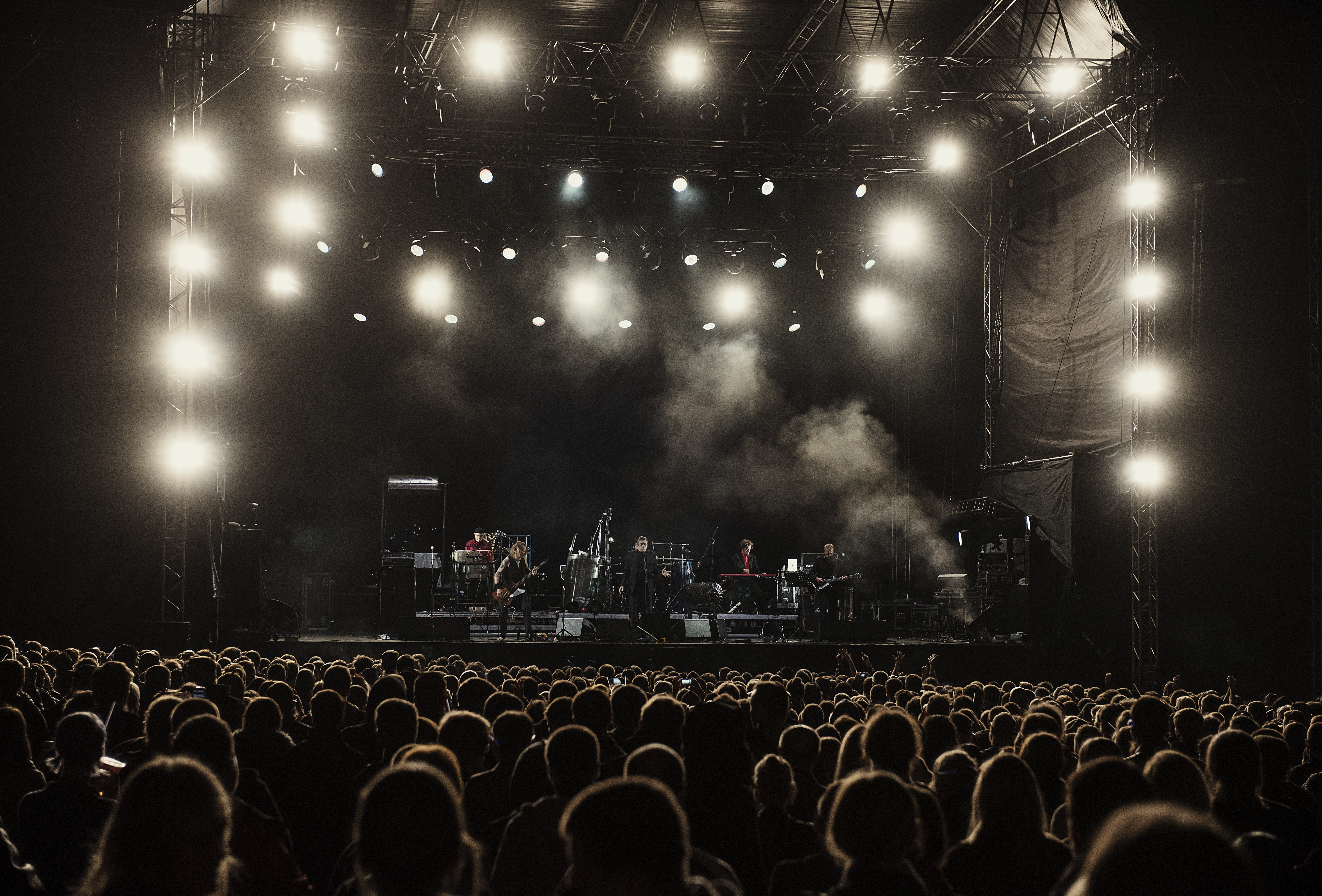
Koncert Einstürzende Neubauten podczas festiwalu Inne Brzmienia w Lublinie w 2015 roku.

## Historia

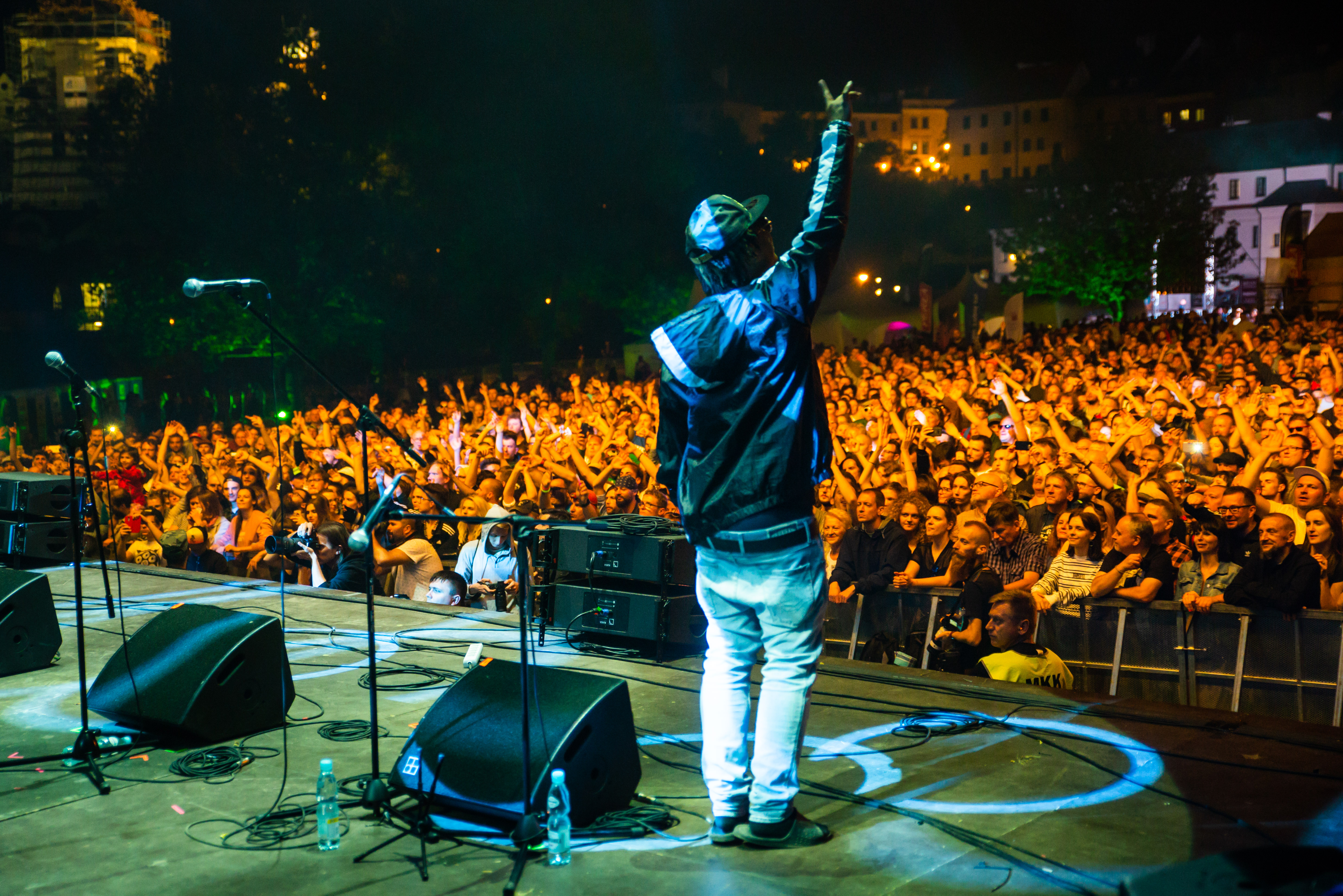
Koncert George Clinton & Parliament Funkadelic podczas festiwalu Inne Brzmienia w Lublinie w 2018 roku.

Festiwal Inne Brzmienia stworzył Mirek Olszówka, animator i kreator kultury, to-mim, reżyser, menadżer, producent płyt i wydarzeń kulturalnych. Za jego sprawą i pod jego dyrekcją artystyczną w latach 2008–2010, festiwal stał się rozpoznawalnym na świecie wydarzeniem muzycznym. Ambicją Olszówki było, aby nowe projekty, w których kojarzył muzyków, grupy i kultury muzyczne, rytmy i style, znajdowały finał w postaci płyty. Tak też się stało podczas pierwszej edycji Innych Brzmień, kiedy 19 lipca 2008 roku Voo Voo zagrało z Haydamakami, ich wspólny krążek otrzymał tytuł Złotej Płyty i nominację do Fryderyków 2009. Produkcje specjalne festiwalu są jego nieodłączną częścią do dzisiaj.
Festiwal z początku odbywał się na Starym Mieście w Lublinie na tle Wieży Trynitarskiej, budowli na zawsze wpisanej w panoramę miasta. Od 2015 roku został w całości przeniesiony na Błonia pod Zamkiem Lubelskim, gdyż publiczność wydarzenia nie mieściła się już na staromiejskim rynku.
Od 2014 roku głównym organizatorem festiwalu Inne Brzmienia są Warsztaty Kultury w Lublinie, a pieczę nad programem pełnią Agnieszka Wojciechowska – dyrektor programowy oraz Rafał Chwała – dyrektor artystyczny. Wydarzenie odbywa się pod marką Wschodu Kultury, czyli projektu realizowanego przez Narodowe Centrum Kultury ze środków Ministerstwa Kultury i Dziedzictwa Narodowego.
W 2020 roku pandemia SARS-CoV-2 spowodowała, że organizacja festiwalu stała pod znakiem zapytania. Obowiązujące w Polsce obostrzenia wpłynęły na zmianę terminu i kształtu wydarzenia. Festiwal mimo wszystko odbył się w dniach 3–6 września 2020 w podwyższonym reżimie sanitarnym. Koncerty, spotkania, panele dyskusyjne, warsztaty i seanse filmowe z udziałem publiczności uzupełnił blok wydarzeń online. Odważną decyzję o nieodwoływaniu festiwalu pochwaliły dziennikarze z branży kulturalnej..

### Keychange
Od 2019 roku Festiwal dołączył do sieci Keychange, a od 23 sierpnia 2021 stał się jej oficjalnym parterem. To pionierska międzynarodowa inicjatywa na rzecz równości płci w branży muzycznej, która każdego roku, w ramach swojego programu rozwoju talentów, wybiera nową grupę artystek i profesjonalistek z branży muzycznej z 12 różnych krajów stających później na czele tej globalnej inicjatywy w swoich krajach i środowiskach. Sieć Keychange prowadzona jest przez Reeperbahn Festival, PRS Foundation oraz Musikcentrum Öst, a finansowana z unijnego programu Kreatywna Europa we współpracy z festiwalami: Inne Brzmienia, Tallinn Music Week, Iceland Airwaves, BIME, Oslo World, Linecheck / Music Innovation Hub, Ireland Music Week, SACEM, Sound City, Way Out West, MaMA Festival, MUTEK oraz Breakout West. Na innobrzmieniowej scenie, pod patronatem Keychange, w 2022 roku wystąpiły NIMF, Bandit Bandit i Fågelle. W 2023 roku będą to Lucy Kruger & The Lost Boys, Bedless Bones oraz Miesha & Tha Spanks.

### Nagrody
- Inne Brzmienia zdobyły tytuł Wydarzenia Kultury 2009 roku w plebiscycie Gazety Wyborczej Lublin[2].
- W czerwcu 2010 roku uhonorowano Olszówkę nagrodą artystyczną Lublina za upowszechnianie kultury[2].
- Na lata 2015–2016 Festiwal zdobył Certyfikat EFFE – międzynarodowej platformy, jednoczącej istotne dla kultury europejskiej festiwale, wyróżniające się wysoką wartością artystyczną[10].
- W 2017 roku Agnieszka Wojciechowska i Rafał Chwała – dyrektorzy festiwalu, otrzymali Medal 700lecia Miasta Lublin[10].
- W 2019 roku festiwal nominowano do Nagrody Muzycznej Fryderyk w kategorii Wydarzenie Roku 2018.[10]
- W 2019 roku festiwal został laureatem 7. Edycji Konkursu o Tytuł Ambasadora Polski Wschodniej w kategorii Kultura i Sztuka.[11]
- W 2021 festiwal otrzymał nagrodę publiczności w konkursie "Strzały Kultury" Gazety Wyborczej Lublin.[12]

## Edycje
| Edycja | Data                      | Headlinerzy                                | Prezentacja wytwórni | Produkcje specjalne |
| ------ | ------------------------- | ------------------------------------------ | --- | --- |
| 17.    | 27–30 czerwca 2024        | Adrian Sherwood GBR                        | Prezentacja wytwórni On-U Sound. Zagrali: Adrian Sherwood GBR, African Head Charge GBR | |
| 17.    | 27–30 czerwca 2024        | African Head Charge GBR                    | Prezentacja wytwórni On-U Sound. Zagrali: Adrian Sherwood GBR, African Head Charge GBR | |
| 17.    | 27–30 czerwca 2024        | Lubomyr Melnyk UKR                         | Prezentacja wytwórni On-U Sound. Zagrali: Adrian Sherwood GBR, African Head Charge GBR | |
| 17.    | 27–30 czerwca 2024        | RuinsZu ITA/ JPN                           | Prezentacja wytwórni On-U Sound. Zagrali: Adrian Sherwood GBR, African Head Charge GBR | |
| 17.    | 27–30 czerwca 2024        | Yonatan Gat USA                            | Prezentacja wytwórni On-U Sound. Zagrali: Adrian Sherwood GBR, African Head Charge GBR | |
| 17.    | 27–30 czerwca 2024        | Sonido Gallo Negro MEX                     | Prezentacja wytwórni On-U Sound. Zagrali: Adrian Sherwood GBR, African Head Charge GBR | |
| 16.    | 6–9 lipca 2023            | Ladytron GBR                               | Prezentacja wytwórni Gusstaff Records. Zagrali: To Rococo Rot DEU, Atol Atol Atol POL, szorstkie POL, Tuleje POL, Dead Cat in a Bag ITA | |
| 16.    | 6–9 lipca 2023            | To Rococo Rot DEU                          | Prezentacja wytwórni Gusstaff Records. Zagrali: To Rococo Rot DEU, Atol Atol Atol POL, szorstkie POL, Tuleje POL, Dead Cat in a Bag ITA | |
| 16.    | 6–9 lipca 2023            | Whispering Sons BEL                        | Prezentacja wytwórni Gusstaff Records. Zagrali: To Rococo Rot DEU, Atol Atol Atol POL, szorstkie POL, Tuleje POL, Dead Cat in a Bag ITA | |
| 16.    | 6–9 lipca 2023            | Stian Westerhus NOR                        | Prezentacja wytwórni Gusstaff Records. Zagrali: To Rococo Rot DEU, Atol Atol Atol POL, szorstkie POL, Tuleje POL, Dead Cat in a Bag ITA | |
| 16.    | 6–9 lipca 2023            | Nuha Ruby Ra GBR                           | Prezentacja wytwórni Gusstaff Records. Zagrali: To Rococo Rot DEU, Atol Atol Atol POL, szorstkie POL, Tuleje POL, Dead Cat in a Bag ITA | |
| 15.    | 7–10 lipca 2022           | Squarepusher GBR                           | Prezentacja wytwórni Dischord Recodrs. Zagrali: Soulside USA, Scream (zespół muzyczny)Scream USA, Girls Against Boys USA | |
| 15.    | 7–10 lipca 2022           | Julian Sartorius CHE                       | Prezentacja wytwórni Dischord Recodrs. Zagrali: Soulside USA, Scream (zespół muzyczny)Scream USA, Girls Against Boys USA | |
| 15.    | 7–10 lipca 2022           | Godflesh GRB                               | Prezentacja wytwórni Dischord Recodrs. Zagrali: Soulside USA, Scream (zespół muzyczny)Scream USA, Girls Against Boys USA | |
| 15.    | 7–10 lipca 2022           | Pablopavo i Ludziki POL                    | Prezentacja wytwórni Dischord Recodrs. Zagrali: Soulside USA, Scream (zespół muzyczny)Scream USA, Girls Against Boys USA | |
| 14.    | 24–26 czerwca 2021        | Mouse on Mars DEU                          | Prezentacja wytwórni Instant Classic. Zagrali: Dynasomic POL, Jantar POL, BNNTBNNT Is Resina POL, ARRM POL | |
| 14.    | 24–26 czerwca 2021        | Muniek i Przyjaciele POL                   | Prezentacja wytwórni Instant Classic. Zagrali: Dynasomic POL, Jantar POL, BNNTBNNT Is Resina POL, ARRM POL | |
| 14.    | 24–26 czerwca 2021        | Spięty \| POL                              | Prezentacja wytwórni Instant Classic. Zagrali: Dynasomic POL, Jantar POL, BNNTBNNT Is Resina POL, ARRM POL | |
| 13.    | 3–6 września 2020         | Barbara Morgernstern DEU                   | Prezentacja wytwórni Antena Krzyku. Zagrali: Hańba! POL, Javva \| POL, 1984 POL, Trupa Trupa POL, Izzy and the Black Trees \| POL, Daniel Spaleniak POL.                                                                                               | Pierwszy raz w historii festiwalu ze względu na pandemię zostało stworzone specjalne studio, z którego koncerty były transmitowane online w wersji live. W ten sposób wyemitowane zostały trzy wydarzenia: JAVVA POL, 1984 POL oraz MU POL |
| 13.    | 3–6 września 2020         | Nubyan Twist GBR                           | Prezentacja wytwórni Antena Krzyku. Zagrali: Hańba! POL, Javva \| POL, 1984 POL, Trupa Trupa POL, Izzy and the Black Trees \| POL, Daniel Spaleniak POL.                                                                                               | Pierwszy raz w historii festiwalu ze względu na pandemię zostało stworzone specjalne studio, z którego koncerty były transmitowane online w wersji live. W ten sposób wyemitowane zostały trzy wydarzenia: JAVVA POL, 1984 POL oraz MU POL |
| 13.    | 3–6 września 2020         | Dengue Dengue Dengue PER                   | Prezentacja wytwórni Antena Krzyku. Zagrali: Hańba! POL, Javva \| POL, 1984 POL, Trupa Trupa POL, Izzy and the Black Trees \| POL, Daniel Spaleniak POL.                                                                                               | Pierwszy raz w historii festiwalu ze względu na pandemię zostało stworzone specjalne studio, z którego koncerty były transmitowane online w wersji live. W ten sposób wyemitowane zostały trzy wydarzenia: JAVVA POL, 1984 POL oraz MU POL |
| 12.    | 27–30 czerwca 2019        | Lee „Scratch” Perry JAM/CHE/FRA            | Prezentacja zespołów z Litwy w ramach projektu Litewski Fokus z okazji jubileuszu 450. lecia podpisania Unii Lubelskiej. Zagrali: Solo Ansamblis, Garbanotas, Sheep Got Waxed, Fume, The Infiltrators.                                                 | |
| 12.    | 27–30 czerwca 2019        | The Herbaliser GBR                         | Prezentacja zespołów z Litwy w ramach projektu Litewski Fokus z okazji jubileuszu 450. lecia podpisania Unii Lubelskiej. Zagrali: Solo Ansamblis, Garbanotas, Sheep Got Waxed, Fume, The Infiltrators.                                                 | |
| 12.    | 27–30 czerwca 2019        | Dezerter POL                               | Prezentacja zespołów z Litwy w ramach projektu Litewski Fokus z okazji jubileuszu 450. lecia podpisania Unii Lubelskiej. Zagrali: Solo Ansamblis, Garbanotas, Sheep Got Waxed, Fume, The Infiltrators.                                                 | |
| 12.    | 27–30 czerwca 2019        | Ministry USA                               | Prezentacja zespołów z Litwy w ramach projektu Litewski Fokus z okazji jubileuszu 450. lecia podpisania Unii Lubelskiej. Zagrali: Solo Ansamblis, Garbanotas, Sheep Got Waxed, Fume, The Infiltrators.                                                 | |
| 11.    | 28 czerwca – 1 lipca 2018 | George Clinton & Parliament Funkadelic USA | Prezentacja wytwórni Glitterbeat Records. Zagrali: Ammar 808 TUN, Dirtmusic USA / AUS / TUR, Ifriqiyya Electrique TUN / FRA, Baba Zula TUR. | Songs of protest – Follow The Rabbit Orchestra – Ola Rzepka (Drekoty), 100nka, Graal, Gaba Kulka, Natalia Pikuła i Marsija Loco POL |
| 11.    | 28 czerwca – 1 lipca 2018 | Atari Teenage Riot DEU                     | Prezentacja wytwórni Glitterbeat Records. Zagrali: Ammar 808 TUN, Dirtmusic USA / AUS / TUR, Ifriqiyya Electrique TUN / FRA, Baba Zula TUR. | Songs of protest – Follow The Rabbit Orchestra – Ola Rzepka (Drekoty), 100nka, Graal, Gaba Kulka, Natalia Pikuła i Marsija Loco POL |
| 11.    | 28 czerwca – 1 lipca 2018 | Saul Williams USA                          | Prezentacja wytwórni Glitterbeat Records. Zagrali: Ammar 808 TUN, Dirtmusic USA / AUS / TUR, Ifriqiyya Electrique TUN / FRA, Baba Zula TUR. | Songs of protest – Follow The Rabbit Orchestra – Ola Rzepka (Drekoty), 100nka, Graal, Gaba Kulka, Natalia Pikuła i Marsija Loco POL |
| 11.    | 28 czerwca – 1 lipca 2018 | Lech Janerka POL                           | Prezentacja wytwórni Glitterbeat Records. Zagrali: Ammar 808 TUN, Dirtmusic USA / AUS / TUR, Ifriqiyya Electrique TUN / FRA, Baba Zula TUR. | Songs of protest – Follow The Rabbit Orchestra – Ola Rzepka (Drekoty), 100nka, Graal, Gaba Kulka, Natalia Pikuła i Marsija Loco POL |
| 10.    | 5–9 lipca 2017            | Juno Reactor & Mutant Theatre GBR / RUS    | Prezentacja wytwórni Crammed Discs. Zagrali: Tuxedomoon USA, Skip & Die \| NLD / ZAF, Kasai Allstars feat. Basokin \| COD, Aquaserge \| FRA, Veronique Vincent & Aksak Maboul \| BEL.                                                                  | KATOLUB Orchestra – Čači Vorba, Lód 9, Hengelo, Pigeon Break POL |
| 10.    | 5–9 lipca 2017            | Nouvelle Vague FRA                         | Prezentacja wytwórni Crammed Discs. Zagrali: Tuxedomoon USA, Skip & Die \| NLD / ZAF, Kasai Allstars feat. Basokin \| COD, Aquaserge \| FRA, Veronique Vincent & Aksak Maboul \| BEL.                                                                  | KATOLUB Orchestra – Čači Vorba, Lód 9, Hengelo, Pigeon Break POL |
| 10.    | 5–9 lipca 2017            | Mulatu Astatke ETH                         | Prezentacja wytwórni Crammed Discs. Zagrali: Tuxedomoon USA, Skip & Die \| NLD / ZAF, Kasai Allstars feat. Basokin \| COD, Aquaserge \| FRA, Veronique Vincent & Aksak Maboul \| BEL.                                                                  | KATOLUB Orchestra – Čači Vorba, Lód 9, Hengelo, Pigeon Break POL |
| 10.    | 5–9 lipca 2017            | Tuxedomoon USA                             | Prezentacja wytwórni Crammed Discs. Zagrali: Tuxedomoon USA, Skip & Die \| NLD / ZAF, Kasai Allstars feat. Basokin \| COD, Aquaserge \| FRA, Veronique Vincent & Aksak Maboul \| BEL.                                                                  | KATOLUB Orchestra – Čači Vorba, Lód 9, Hengelo, Pigeon Break POL |
| 9.     | 6–10 lipca 2016           | Shibusashirazu Orchestra JPN               | Prezentacja wytwórni Staubgold. Zagrali: Aksak – Eberhard Kranemann / Holger Mertin / Joseph Suchy DEU, Kammerflimmer Kollektief DEU, Markus Detmer aka Monsieur Croque DEU.                                                                           | |
| 9.     | 6–10 lipca 2016           | Tortoise USA                               | Prezentacja wytwórni Staubgold. Zagrali: Aksak – Eberhard Kranemann / Holger Mertin / Joseph Suchy DEU, Kammerflimmer Kollektief DEU, Markus Detmer aka Monsieur Croque DEU.                                                                           | |
| 9.     | 6–10 lipca 2016           | UK Subs GRB                                | Prezentacja wytwórni Staubgold. Zagrali: Aksak – Eberhard Kranemann / Holger Mertin / Joseph Suchy DEU, Kammerflimmer Kollektief DEU, Markus Detmer aka Monsieur Croque DEU.                                                                           | |
| 9.     | 6–10 lipca 2016           | Easy Star All Stars USA                    | Prezentacja wytwórni Staubgold. Zagrali: Aksak – Eberhard Kranemann / Holger Mertin / Joseph Suchy DEU, Kammerflimmer Kollektief DEU, Markus Detmer aka Monsieur Croque DEU.                                                                           | |
| 8.     | 8–12 lipca 2015           | Tony Allen FRA / NGA                       | Prezentacja wytworni Guerilla Records. Zagrali: Nevypar Kovatjezd CZE, DG 307 CZE, Kabaret Dr. Caligariho CZE, The Plastic People of the UniverseThe Plastic People of The Universe CZE.                                                               | Olo Walicki – Kaszebe w Armenii, gość specjalny Zbigniew Namysłowski POL |
| 8.     | 8–12 lipca 2015           | Einstürzende Neubauten DEU                 | Prezentacja wytworni Guerilla Records. Zagrali: Nevypar Kovatjezd CZE, DG 307 CZE, Kabaret Dr. Caligariho CZE, The Plastic People of the UniverseThe Plastic People of The Universe CZE.                                                               | „Wojna to przeżytek” – Tymon Tymański & Different Sounds Orchestra POL |
| 7.     | 8–13 lipca 2014           | The Tiger Lillies GBR                      | Prezentacja wytwórni Kilogram Records. Zagrali: Shofar POL, Sound Island \| ISR / POL, Elisabeth Harnik / Martin Brandlmayr / Mikołaj Trzaska AUT / POL, Projekt „ Mikołaj Trzaska gra Różę” POL, Wacław Zimpel / Mark Tokar / Paweł Szpura POL / UKR. | Big Lao Che Band – Lao Che, Yegor Zabelov i Swieta „Bieńka” Bień POL / BLR |
| 7.     | 8–13 lipca 2014           | Yat-Kha RUS – Republika Tuwy               | Prezentacja wytwórni Kilogram Records. Zagrali: Shofar POL, Sound Island \| ISR / POL, Elisabeth Harnik / Martin Brandlmayr / Mikołaj Trzaska AUT / POL, Projekt „ Mikołaj Trzaska gra Różę” POL, Wacław Zimpel / Mark Tokar / Paweł Szpura POL / UKR. | Big Lao Che Band – Lao Che, Yegor Zabelov i Swieta „Bieńka” Bień POL / BLR |
| 7.     | 8–13 lipca 2014           | Asian Dub Foundation GBR                   | Prezentacja wytwórni Kilogram Records. Zagrali: Shofar POL, Sound Island \| ISR / POL, Elisabeth Harnik / Martin Brandlmayr / Mikołaj Trzaska AUT / POL, Projekt „ Mikołaj Trzaska gra Różę” POL, Wacław Zimpel / Mark Tokar / Paweł Szpura POL / UKR. | Big Lao Che Band – Lao Che, Yegor Zabelov i Swieta „Bieńka” Bień POL / BLR |
| 7.     | 8–13 lipca 2014           | Goldfrapp GBR                              | Prezentacja wytwórni Kilogram Records. Zagrali: Shofar POL, Sound Island \| ISR / POL, Elisabeth Harnik / Martin Brandlmayr / Mikołaj Trzaska AUT / POL, Projekt „ Mikołaj Trzaska gra Różę” POL, Wacław Zimpel / Mark Tokar / Paweł Szpura POL / UKR. | Big Lao Che Band – Lao Che, Yegor Zabelov i Swieta „Bieńka” Bień POL / BLR |
| 6.     | 5–7 lipca 2013            | Boom Pam ISR                               | | |
| 6.     | 5–7 lipca 2013            | Ebo Taylor GHA                             | | |
| 5.     | 6–11 lipca 2012           | Babylon Circus FRA                         | | |
| 5.     | 6–11 lipca 2012           | Hadag Nahash ISR                           | | |
| 5.     | 6–11 lipca 2012           | Arrested Development USA                   | | |
| 5.     | 6–11 lipca 2012           | Trilok Gurtu Quartet IND                   | | |
| 4.     | 8–10 lipca 2011           | Russkaja AUT                               | | |
| 4.     | 8–10 lipca 2011           | Watcha Clan FRA                            | | |
| 3.     | 9–13 lipca 2010           | Giulia y los Tellarini ESP                 | | |
| 3.     | 9–13 lipca 2010           | Dubioza kolektiv BIH                       | | |
| 3.     | 9–13 lipca 2010           | Balkan Beat Box USA / ISR                  | | |
| 2.     | 10–15 lipca 2009          | The Ark SWE                                | | |
| 2.     | 10–15 lipca 2009          | Tinariwen MLI                              | | |
| 2.     | 10–15 lipca 2009          | Katarzyna Nosowska POL                     | | |
| 2.     | 10–15 lipca 2009          | Maria Peszek POL                           | | |
| 1.     | 11–20 lipca 2008          | Morcheeba GBR                              | | |

## Program koncertów
| Edycja | Data                      | Koncerty |
| ------ | ------------------------- | --- |
| 17.    | 27–30 czerwca 2024        | DZ'OB UKR |
| 17.    | 27–30 czerwca 2024        | Bartek Wąsik POL |
| 17.    | 27–30 czerwca 2024        | Lubomyr Melnyk UKR |
| 17.    | 27–30 czerwca 2024        | Adrian Sherwood GBR |
| 17.    | 27–30 czerwca 2024        | Si Process UKR |
| 17.    | 27–30 czerwca 2024        | Bedford Falls GEO |
| 17.    | 27–30 czerwca 2024        | Ladr Ache BEL |
| 17.    | 27–30 czerwca 2024        | African Head Charge GBR |
| 17.    | 27–30 czerwca 2024        | Sonido Gallo Negro MEX |
| 17.    | 27–30 czerwca 2024        | Halina Rice GBR |
| 17.    | 27–30 czerwca 2024        | Ciśnienie POL |
| 17.    | 27–30 czerwca 2024        | Mùlk POL |
| 17.    | 27–30 czerwca 2024        | RuinsZu ITA/JPN |
| 17.    | 27–30 czerwca 2024        | Yonatan Gat USA |
| 17.    | 27–30 czerwca 2024        | Ugory POL |
| 17.    | 27–30 czerwca 2024        | Tropical Soldiers in Paradise POL |
| 17.    | 27–30 czerwca 2024        | Marek Pospieszalski Oktet + Anna Pašić & Tamara Kurkiewicz POL |
| 17.    | 27–30 czerwca 2024        | Alex Henry Foster CAN |
| 17.    | 27–30 czerwca 2024        | Coals POL |
| 17.    | 27–30 czerwca 2024        | badfocus CZE |
| 16.    | 6–9 lipca 2023            | Kisu Min POL |
| 16.    | 6–9 lipca 2023            | szorstkie POL |
| 16.    | 6–9 lipca 2023            | Atol Atol Atol POL |
| 16.    | 6–9 lipca 2023            | Lucy Kruger & The Lost Boys DEU |
| 16.    | 6–9 lipca 2023            | Bedless Bones EST |
| 16.    | 6–9 lipca 2023            | Tuleje POL |
| 16.    | 6–9 lipca 2023            | Koń POL |
| 16.    | 6–9 lipca 2023            | Dead Cat in a Bag ITA |
| 16.    | 6–9 lipca 2023            | Whispering Sons BEL |
| 16.    | 6–9 lipca 2023            | Miesha & The Spanks CAN |
| 16.    | 6–9 lipca 2023            | Agata Karczewska POL |
| 16.    | 6–9 lipca 2023            | Nuha Ruby Ra GBR |
| 16.    | 6–9 lipca 2023            | To Rococo Rot DEU |
| 16.    | 6–9 lipca 2023            | Ladytron GBR |
| 16.    | 6–9 lipca 2023            | Monoconda UKR |
| 16.    | 6–9 lipca 2023            | Hyphen Dash UKR |
| 16.    | 6–9 lipca 2023            | Stian Westerhus NOR |
| 16.    | 6–9 lipca 2023            | Contemporary Noise Ensemble POL |
| 16.    | 6–9 lipca 2023            | Jakub Skorupa POL |
| 16.    | 6–9 lipca 2023            | |
| 16.    | 6–9 lipca 2023            | |
| 16.    | 6–9 lipca 2023            | The Lazy Jesus presents UA Tribal UKR |
| 15.    | 7–10 lipca 2022           | NIMF IRL |
| 15.    | 7–10 lipca 2022           | Nanga POL |
| 15.    | 7–10 lipca 2022           | Bandit Bandit FRA |
| 15.    | 7–10 lipca 2022           | Pablopavo i Ludziki POL |
| 15.    | 7–10 lipca 2022           | Dlina Volny BLR |
| 15.    | 7–10 lipca 2022           | Julian Sartorius CHE |
| 15.    | 7–10 lipca 2022           | Fågelle SWE |
| 15.    | 7–10 lipca 2022           | Lean Left NLD / USA / NOR |
| 15.    | 7–10 lipca 2022           | Squarepusher GBR |
| 15.    | 7–10 lipca 2022           | Cluster Lizard UKR |
| 15.    | 7–10 lipca 2022           | Anushka Chkheidze GEO |
| 15.    | 7–10 lipca 2022           | Niemoc i goście POL |
| 15.    | 7–10 lipca 2022           | Soulside USA |
| 15.    | 7–10 lipca 2022           | Godflesh GBR |
| 15.    | 7–10 lipca 2022           | Scream USA |
| 15.    | 7–10 lipca 2022           | Kadabra Dyskety Kusaje UKR/POL |
| 15.    | 7–10 lipca 2022           | sneaky jesus POL |
| 15.    | 7–10 lipca 2022           | Girls Against Boys USA |
| 15.    | 7–10 lipca 2022           | Beardyman GBR |
| 15.    | 7–10 lipca 2022           | MaDMApper BLR |
| 14.    | 24–26 czerwca 2021        | Jantar POL |
| 14.    | 24–26 czerwca 2021        | Dynasonic POL |
| 14.    | 24–26 czerwca 2021        | ARRM POL |
| 14.    | 24–26 czerwca 2021        | BNNT is Resina POL |
| 14.    | 24–26 czerwca 2021        | Jordan Reyne NZL |
| 14.    | 24–26 czerwca 2021        | Ślina POL |
| 14.    | 24–26 czerwca 2021        | Włodi/1988 POL |
| 14.    | 24–26 czerwca 2021        | Mouse on Mars DEU |
| 14.    | 24–26 czerwca 2021        | Dalekie POL |
| 14.    | 24–26 czerwca 2021        | Colors. POL |
| 14.    | 24–26 czerwca 2021        | Oranżada POL |
| 14.    | 24–26 czerwca 2021        | WaluśKraksaKryzys POL |
| 14.    | 24–26 czerwca 2021        | Spięty POL |
| 14.    | 24–26 czerwca 2021        | Tarwater DEU |
| 14.    | 24–26 czerwca 2021        | Pokaz Trio UKR |
| 14.    | 24–26 czerwca 2021        | Daniel Latorre ORGANisation BRA / POL |
| 14.    | 24–26 czerwca 2021        | Muniek i Przyjaciele POL |
| 14.    | 24–26 czerwca 2021        | you.Guru POL |
| 14.    | 24–26 czerwca 2021        | shishi LTU |
| 13.    | 3–6 września 2020         | Hańba! POL |
| 13.    | 3–6 września 2020         | Javva POL |
| 13.    | 3–6 września 2020         | 1984 POL |
| 13.    | 3–6 września 2020         | Złote Twarze Live Band POL |
| 13.    | 3–6 września 2020         | Gaijin Blues POL |
| 13.    | 3–6 września 2020         | Barbara Morgenstern DEU |
| 13.    | 3–6 września 2020         | Trupa Trupa POL |
| 13.    | 3–6 września 2020         | Dengue Dengue Dengue PER |
| 13.    | 3–6 września 2020         | Izzy and the Black Trees POL |
| 13.    | 3–6 września 2020         | Ayoub Houmanna & Nomads Moods MAR / POL / USA |
| 13.    | 3–6 września 2020         | MU POL |
| 13.    | 3–6 września 2020         | Nubiyan Twist GBR |
| 13.    | 3–6 września 2020         | RAT KRU POL |
| 13.    | 3–6 września 2020         | William’s Things POL |
| 13.    | 3–6 września 2020         | Daniel Spaleniak POL |
| 13.    | 3–6 września 2020         | EABS POL |
| 13.    | 3–6 września 2020         | Bielizna POL |
| 12.    | 27–30 czerwca 2019        | Way Station UKR |
| 12.    | 27–30 czerwca 2019        | Alexander Hacke & Danielle de Picciotto DEU/USA |
| 12.    | 27–30 czerwca 2019        | Brain Damage FRA |
| 12.    | 27–30 czerwca 2019        | Solo Ansamblis LTU |
| 12.    | 27–30 czerwca 2019        | The Elephants UKR |
| 12.    | 27–30 czerwca 2019        | Garbanotas LTU |
| 12.    | 27–30 czerwca 2019        | Lee „Scratch” Perry JAM/CHE/FRA |
| 12.    | 27–30 czerwca 2019        | The Herbaliser GBR |
| 12.    | 27–30 czerwca 2019        | We Will Fail POL |
| 12.    | 27–30 czerwca 2019        | Vinylowi Gracze POL |
| 12.    | 27–30 czerwca 2019        | Synchrotrony POL |
| 12.    | 27–30 czerwca 2019        | Eryk i Ja BLR |
| 12.    | 27–30 czerwca 2019        | Sheep Got Waxed LTU |
| 12.    | 27–30 czerwca 2019        | Dezerter POL |
| 12.    | 27–30 czerwca 2019        | Ministry USA |
| 12.    | 27–30 czerwca 2019        | Fume LTU |
| 12.    | 27–30 czerwca 2019        | Pasażer POL |
| 12.    | 27–30 czerwca 2019        | Hidden World POL |
| 12.    | 27–30 czerwca 2019        | The Infiltrators LTU |
| 12.    | 27–30 czerwca 2019        | Shalosh ISR |
| 12.    | 27–30 czerwca 2019        | AK/DK GBR |
| 12.    | 27–30 czerwca 2019        | Wrekmeister Harmonies USA |
| 12.    | 27–30 czerwca 2019        | stonefromthesky UKR |
| 11.    | 28 czerwca – 1 lipca 2018 | Ammar 808 TUN |
| 11.    | 28 czerwca – 1 lipca 2018 | Dirtmusic USA / AUS / TUR |
| 11.    | 28 czerwca – 1 lipca 2018 | Ifriqiyya Electrique TUN / FRA |
| 11.    | 28 czerwca – 1 lipca 2018 | Sinoptik UKR |
| 11.    | 28 czerwca – 1 lipca 2018 | Baba Zula TUR |
| 11.    | 28 czerwca – 1 lipca 2018 | Lech Janerka POL |
| 11.    | 28 czerwca – 1 lipca 2018 | George Clinton & Parliament Funkadelic USA |
| 11.    | 28 czerwca – 1 lipca 2018 | OY Sound System UKR |
| 11.    | 28 czerwca – 1 lipca 2018 | Plug & Play POL |
| 11.    | 28 czerwca – 1 lipca 2018 | Naczynia POL |
| 11.    | 28 czerwca – 1 lipca 2018 | Alinda UKR |
| 11.    | 28 czerwca – 1 lipca 2018 | Afenginn & Bastarda DNK / POL |
| 11.    | 28 czerwca – 1 lipca 2018 | Songs of protest – Follow The Rabbit Orchestra – Ola Rzepka (Drekoty), 100nka, Graal, Gaba Kulka, Natalia Pikuła i Marsija Loco POL                                                   |
| 11.    | 28 czerwca – 1 lipca 2018 | Atari Teenage Riot DEU |
| 11.    | 28 czerwca – 1 lipca 2018 | Super Besse BLR |
| 11.    | 28 czerwca – 1 lipca 2018 | Mikroelementy POL |
| 11.    | 28 czerwca – 1 lipca 2018 | Pasożyty POL |
| 11.    | 28 czerwca – 1 lipca 2018 | We Are Polarized POL |
| 11.    | 28 czerwca – 1 lipca 2018 | Bastarda gra do filmu „Ziemia” POL |
| 11.    | 28 czerwca – 1 lipca 2018 | „And we are opening the gates” POL / ARM / TUR |
| 11.    | 28 czerwca – 1 lipca 2018 | Igor Krutogolov’s Toy Orchestra ISR |
| 11.    | 28 czerwca – 1 lipca 2018 | Saul Williams USA |
| 11.    | 28 czerwca – 1 lipca 2018 | Rito POL |
| 11.    | 28 czerwca – 1 lipca 2018 | Wczasy POL |
| 10.    | 5–9 lipca 2017            | Tik Tu UKR |
| 10.    | 5–9 lipca 2017            | Wacław Zimpel POL |
| 10.    | 5–9 lipca 2017            | Moulettes GRB |
| 10.    | 5–9 lipca 2017            | Mustelide BLR |
| 10.    | 5–9 lipca 2017            | Aquaserge FRA |
| 10.    | 5–9 lipca 2017            | Veronique Vincent & Aksak Maboul BEL |
| 10.    | 5–9 lipca 2017            | Skip & Die NLD / ZAF |
| 10.    | 5–9 lipca 2017            | Mebo Renard GEO |
| 10.    | 5–9 lipca 2017            | Kasai Allstars feat. Basokin COD |
| 10.    | 5–9 lipca 2017            | Tuxedomoon USA |
| 10.    | 5–9 lipca 2017            | Nouvelle Vague FRA |
| 10.    | 5–9 lipca 2017            | Gromyka RUS |
| 10.    | 5–9 lipca 2017            | Grisly Faye UKR |
| 10.    | 5–9 lipca 2017            | Mazzoll & Arhythmic Perfection POL |
| 10.    | 5–9 lipca 2017            | Mulatu Astatke ETH |
| 10.    | 5–9 lipca 2017            | Juno Reactor & Mutant Theatre GBR / RUS |
| 10.    | 5–9 lipca 2017            | Ventolin CZE |
| 10.    | 5–9 lipca 2017            | Weronika Boczek z zespołem POL |
| 10.    | 5–9 lipca 2017            | Daniel Koszyk & Karol Kolor Gadzało – Emelenty POL |
| 10.    | 5–9 lipca 2017            | The Underground Man POL |
| 10.    | 5–9 lipca 2017            | KATOLUB Orchestra – Čači Vorba, Lód 9, Hengelo, Pigeon Break POL |
| 10.    | 5–9 lipca 2017            | Ukulele Orchestra of Great Britain GRB |
| 10.    | 5–9 lipca 2017            | Mikołaj Trzaska & Orkiestra Klezmerska Teatru Sejneńskiego POL |
| 10.    | 5–9 lipca 2017            | Natalie Beridze GEO |
| 10.    | 5–9 lipca 2017            | SFTW (Songs From The Womb) POL |
| 10.    | 5–9 lipca 2017            | HUBBUB POL |
| 9.     | 6–10 lipca 2016           | Kwadrofonik POL |
| 9.     | 6–10 lipca 2016           | Shuma BEL |
| 9.     | 6–10 lipca 2016           | Flora Quartet POL |
| 9.     | 6–10 lipca 2016           | Innercity Ensemble POL |
| 9.     | 6–10 lipca 2016           | Aksak – Eberhard Kranemann / Holger Mertin / Joseph Suchy DEU |
| 9.     | 6–10 lipca 2016           | Kammerflimmer Kollektief DEU |
| 9.     | 6–10 lipca 2016           | Markus Detmer aka Monsieur Croque DEU |
| 9.     | 6–10 lipca 2016           | Somali Yacht Club UKR |
| 9.     | 6–10 lipca 2016           | Diablo Swing Orchestra SWE |
| 9.     | 6–10 lipca 2016           | Kazik & Kwartet ProForma oraz goście specjalni POL |
| 9.     | 6–10 lipca 2016           | UK Subs GRB |
| 9.     | 6–10 lipca 2016           | Wulffius – live act UKR |
| 9.     | 6–10 lipca 2016           | Love’n’Joy UKR |
| 9.     | 6–10 lipca 2016           | Easy Star All Stars USA |
| 9.     | 6–10 lipca 2016           | Tortoise USA |
| 9.     | 6–10 lipca 2016           | Shibusashirazu Orchestra JPN |
| 9.     | 6–10 lipca 2016           | Shanti People URK |
| 9.     | 6–10 lipca 2016           | Łona i Webber POL |
| 9.     | 6–10 lipca 2016           | Carnival Youth LVA |
| 9.     | 6–10 lipca 2016           | The Hypnotunez UKR |
| 9.     | 6–10 lipca 2016           | Have you ever seen The Jane Fonda aerobic VHS? FIN |
| 8.     | 8–12 lipca 2015           | Grzegorz Karnas Formula POL |
| 8.     | 8–12 lipca 2015           | Nevypar Kovatjezd CZE |
| 8.     | 8–12 lipca 2015           | DG 307 CZE |
| 8.     | 8–12 lipca 2015           | Atomic Simao UKR |
| 8.     | 8–12 lipca 2015           | Kabaret Dr. Caligariho CZE |
| 8.     | 8–12 lipca 2015           | The Plastic People of The Universe CZE |
| 8.     | 8–12 lipca 2015           | Variété + Neda Malūnavičiūtė + Jan Maksimovič POL / LTU |
| 8.     | 8–12 lipca 2015           | Warsaw Afrobeat Orchestra POL |
| 8.     | 8–12 lipca 2015           | „Wojna to przeżytek” – Tymon Tymański & Different Sounds Orchestra POL |
| 8.     | 8–12 lipca 2015           | Tony Allen FRA / NGA |
| 8.     | 8–12 lipca 2015           | Asea Sool GEO / UKR |
| 8.     | 8–12 lipca 2015           | Unaesthetic ARM |
| 8.     | 8–12 lipca 2015           | Rimbaud – Trzaska / Budzyński / Jacaszek POL |
| 8.     | 8–12 lipca 2015           | Einstürzende Neubauten DEU |
| 8.     | 8–12 lipca 2015           | Kasai UKR |
| 8.     | 8–12 lipca 2015           | Faun Fables USA |
| 8.     | 8–12 lipca 2015           | Pascal Schumacher LUX |
| 8.     | 8–12 lipca 2015           | Olo Walicki – Kaszebe w Armenii, gość specjalny Zbigniew Namysłowski POL |
| 8.     | 8–12 lipca 2015           | Trio Mandili GEO |
| 7.     | 8–13 lipca 2014           | Lekso Gremelaszwili i Męski Zespół Wokalny „Kairos” GEO / POL |
| 7.     | 8–13 lipca 2014           | Elisabeth Harnik / Martin Brandlmayr / Mikołaj Trzaska AUT / POL |
| 7.     | 8–13 lipca 2014           | Sound Island ISR / POL |
| 7.     | 8–13 lipca 2014           | Zjednoczenie Soundsystem & Earl Jacob (Tisztelet) POL |
| 7.     | 8–13 lipca 2014           | Wacław Zimpel / Mark Tokar / Paweł Szpura POL / UKR |
| 7.     | 8–13 lipca 2014           | Shofar POL |
| 7.     | 8–13 lipca 2014           | Pafnuty’s dream BLR |
| 7.     | 8–13 lipca 2014           | Projekt „Mikołaj Trzaska gra Różę” POL |
| 7.     | 8–13 lipca 2014           | Serebryanaya Svadba (Srebrne Wesele) BLR |
| 7.     | 8–13 lipca 2014           | The Tiger Lillies GBR |
| 7.     | 8–13 lipca 2014           | Konstanty Usenko |
| 7.     | 8–13 lipca 2014           | Iriao GEO |
| 7.     | 8–13 lipca 2014           | Andrij Liaszuk – Tradycyjne pieśni lirników z Wołynia, Podola i Karpat UKR |
| 7.     | 8–13 lipca 2014           | Shy Albatross POL |
| 7.     | 8–13 lipca 2014           | Big Lao Che Band – Lao Che, Yegor Zabelov i Swieta „Bieńka” Bień POL / BLR |
| 7.     | 8–13 lipca 2014           | St Petersburg Ska Jazz Review RUS |
| 7.     | 8–13 lipca 2014           | Soft Eject GEO |
| 7.     | 8–13 lipca 2014           | Sierhij Żadan i Sobaki w Kosmosie UKR |
| 7.     | 8–13 lipca 2014           | Yat-Kha RUS – Republika Tuwy |
| 7.     | 8–13 lipca 2014           | Kruzenshtern & Parohod ISR |
| 7.     | 8–13 lipca 2014           | Asian Dub Foundation GBR |
| 7.     | 8–13 lipca 2014           | Papa Bo Selektah BLR |
| 7.     | 8–13 lipca 2014           | Cheer-Accident USA |
| 7.     | 8–13 lipca 2014           | Felix Kubin i Mitch and Mitch DEU / POL |
| 7.     | 8–13 lipca 2014           | Goldfrapp GBR |
| 7.     | 8–13 lipca 2014           | The BearFox GEO |
| 6.     | 5–7 lipca 2013            | Tabu POL |
| 6.     | 5–7 lipca 2013            | Ebo Taylor GHA |
| 6.     | 5–7 lipca 2013            | Joint Venture Sound System vs Love Sen-C Music POL |
| 6.     | 5–7 lipca 2013            | Svjata Vatra Fire Show UKR / EST |
| 6.     | 5–7 lipca 2013            | Festicultores Troupe |
| 6.     | 5–7 lipca 2013            | Shazalakazoo & Warsaw Balkan Madness SRB / POL |
| 6.     | 5–7 lipca 2013            | Voo Voo & Orkiestra Gidle POL |
| 6.     | 5–7 lipca 2013            | Boom Pam ISR |
| 6.     | 5–7 lipca 2013            | DJ Senior Efebo POL |
| 5.     | 6–11 lipca 2012           | Poluzjanci POL |
| 5.     | 6–11 lipca 2012           | Hadag Nahash ISR |
| 5.     | 6–11 lipca 2012           | Eltron John & DJ Jealo POL |
| 5.     | 6–11 lipca 2012           | Fisz/Emade Tworzywo POL |
| 5.     | 6–11 lipca 2012           | Arrested Development USA |
| 5.     | 6–11 lipca 2012           | Ojciec Karol i Papa Zura POL |
| 5.     | 6–11 lipca 2012           | Shtetl Superstars |
| 5.     | 6–11 lipca 2012           | Babylon Circus FRA |
| 5.     | 6–11 lipca 2012           | DJ Branski & VJ Vedran |
| 5.     | 6–11 lipca 2012           | Tomasz Budzyński solo POL |
| 5.     | 6–11 lipca 2012           | Jorgos Skolias & DJ Krime POL |
| 5.     | 6–11 lipca 2012           | Trilok Gurtu Quartet IND |
| 4.     | 8–10 lipca 2011           | Jan Trebunia-Tutka POL |
| 4.     | 8–10 lipca 2011           | Sedativa feat. Dawid Portasz POL |
| 4.     | 8–10 lipca 2011           | Russkaja AUT |
| 4.     | 8–10 lipca 2011           | Los de Abajo MEX |
| 4.     | 8–10 lipca 2011           | Watcha Clan FRA |
| 4.     | 8–10 lipca 2011           | Kiril Dżajkovski feat. Serdzuk Orchestra & MC Ras Tweed MKD |
| 4.     | 8–10 lipca 2011           | DJ Senhor Efebo POL |
| 4.     | 8–10 lipca 2011           | DJ Que Sabroso POL |
| 3.     | 9–13 lipca 2010           | Giulia y los Tellarini ESP |
| 3.     | 9–13 lipca 2010           | Harmonia: Wojciech Waglewski (Voo Voo), Marcin Gałażyn (Motion Trio), Ziemowit Kosmowski, Karim Martusewicz (Voo Voo, Karimski Club), Atma Anur, Mariana Sadovska, Eugenciu Didic POL |
| 3.     | 9–13 lipca 2010           | DJ Papa Zura (Soulservice) POL |
| 3.     | 9–13 lipca 2010           | Raz Dwa Trzy i Voo Voo POL |
| 3.     | 9–13 lipca 2010           | Dubioza kolektiv BIH |
| 3.     | 9–13 lipca 2010           | Balkan Beat Box USA / ISR |
| 3.     | 9–13 lipca 2010           | DJ Senior Efebo (Sambasim) POL |
| 3.     | 9–13 lipca 2010           | DJ Mamadou Diouf POL |
| 3.     | 9–13 lipca 2010           | Kwiteń POL |
| 3.     | 9–13 lipca 2010           | Liu Fang CHN |
| 3.     | 9–13 lipca 2010           | Kucz/Kulka POL |
| 2.     | 10–15 lipca 2009          | Motion Trio POL |
| 2.     | 10–15 lipca 2009          | Gaba Kulka POL |
| 2.     | 10–15 lipca 2009          | Peyote for President |
| 2.     | 10–15 lipca 2009          | The Ark SWE |
| 2.     | 10–15 lipca 2009          | Tinariwen MLI |
| 2.     | 10–15 lipca 2009          | Voo Voo i Haydamaky POL / UKR |
| 2.     | 10–15 lipca 2009          | Gorgisheli UKR |
| 2.     | 10–15 lipca 2009          | Ad libitum |
| 2.     | 10–15 lipca 2009          | ShockolaD UKR |
| 2.     | 10–15 lipca 2009          | Pola |
| 2.     | 10–15 lipca 2009          | Maria Peszek POL |
| 2.     | 10–15 lipca 2009          | Katarzyna Nosowska POL |
| 1.     | 11–20 lipca 2008          | Mateusz Pospieszalski, Marek Pospieszalski, Karol Pospieszalski, Szczepan Pospieszalski – Funfary z Wieży Trynitarskiej na rozpoczęcie Festiwalu POL                                  |
| 1.     | 11–20 lipca 2008          | Motion Trio oraz Twinkle Brothers & Trebunie-Tutki POL / JAM |
| 1.     | 11–20 lipca 2008          | Morcheeba GBR |
| 1.     | 11–20 lipca 2008          | Club Des Belugas DEU |
| 1.     | 11–20 lipca 2008          | Osjan POL |
| 1.     | 11–20 lipca 2008          | Waglewski, Fisz, Emade – „Męska muzyka” POL |
| 1.     | 11–20 lipca 2008          | Maleńczuk&Waglewski – „Koledzy” POL |
| 1.     | 11–20 lipca 2008          | Kroke POL |
| 1.     | 11–20 lipca 2008          | Marcin Masecki Trio POL |
| 1.     | 11–20 lipca 2008          | Voo Voo, Kairos, Haydamaky we wspólnym projekcie POL / UKR |